# جان لارچ
جان لارچ (انگلیسی: John Larch؛ ۴ اکتبر ۱۹۱۴ – ۱۶ اکتبر ۲۰۰۵) یک هنرپیشه اهل ایالات متحده آمریکا بود. از فیلم‌ها یا برنامه‌های تلویزیونی که وی در آن نقش داشته است می‌توان به هری خبیث، سلام ، قهرمان! و چگونه غرب تسخیر شد اشاره کرد.